# Jaime de Saboia-Némours

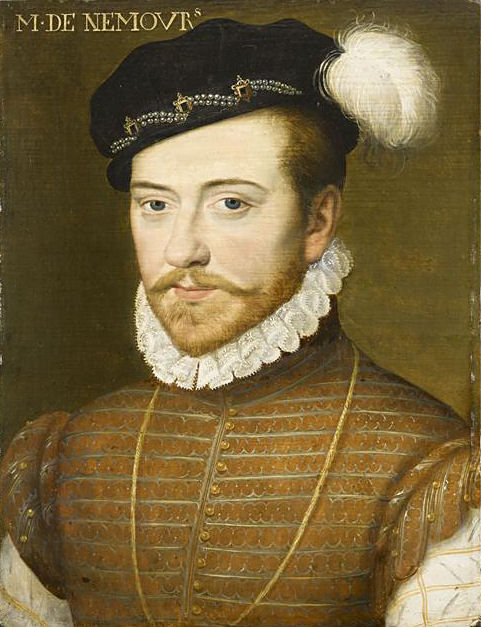
Jaime de Saboia-Nemours

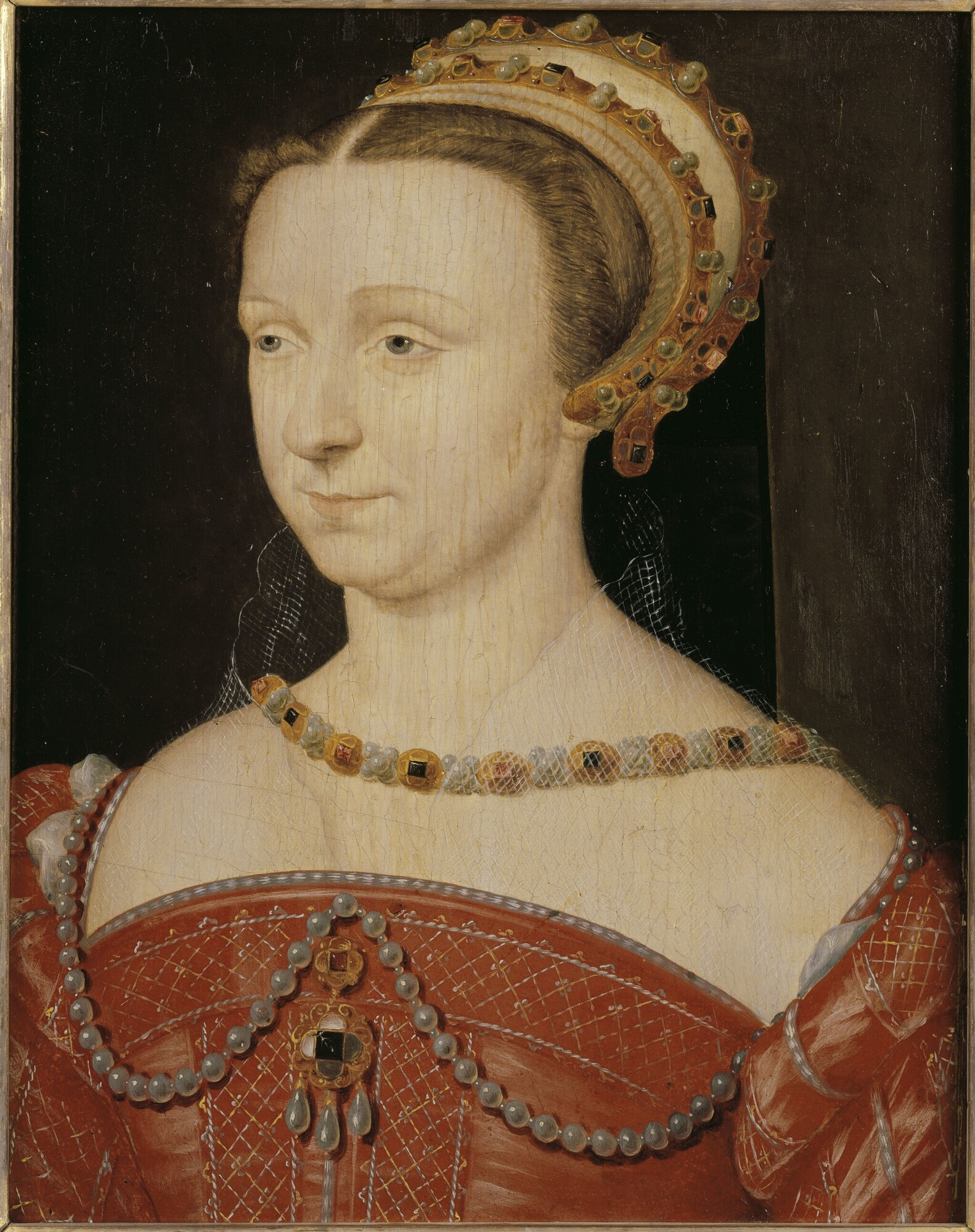
Anna dEste

Jaime de Saboia-Nemours (Jaime ou Tiago. Em francês: Jacques de Savoie-Nemours) Duque de Nenours, nasceu em 1531 no Vauluisant e morreu em Annecy a 18 de Junho de 1585.
Foi um dos príncipes da Casa de Saboia e um protagonista importante da corte do Rei de França.
Durante as Guerras da Itália e as Guerras de Religião na França combateu ao lado do Rei. Conhecido pelo seu charme e elegância encontrou-se implicado em várias histórias galantes. Casou-se com Ana d'Este, viúva de Francisco de Guise.
Filho de Filipe de Saboia-Nemours e de Carlota de Orléans era assim neto de Filipe II de Saboia ao mesmo título que o rei Francisco I de França o seu primo coirmão. Foi Conde de Genebra e Duque de Nemours.
Assinalou-se na defesa de Metz contra Carlos Quint em 1553. Em seguida serviu na Flandres e em Itália e continuou a distingui-se na Guerras das Religiões contra os protestantes. Comandou os Suíços que trouxeram Carlos IX de França a Paris e que os calvinistas tinham querido raptar em Montceaux-les-Meaux. Em 1599 foi o embaixador do duque Emanuel Felisberto de Saboia quando do seu casamento com Margarida de Valois, Duquesa de Berry.